# Soaresia
Genre
Soaresia est un genre d'opilions laniatores de la famille des Gonyleptidae.

## Distribution
Les espèces de ce genre sont endémiques du Brésil. Elles se rencontrent dans les États de Rio de Janeiro et du Minas Gerais.

## Liste des espèces
Selon World Catalogue of Opiliones (14/09/2021) :
- Soaresia forficula Kury, 2008
- Soaresia uncina Soares, 1945

## Étymologie
Ce genre est nommé en l'honneur de Benedicto Abílio Monteiro Soares.

## Publication originale
- Soares, 1945 : « Dois novos gêneros e três novas espécies de opiliões brasileiros. » Papeis Avulsos do Departamento de Zoologia, vol. 5, no 26, p. 243–250.